# Christian Gottfried Daniel Nees von Esenbeck
Christian Gottfried Daniel Nees von Esenbeck (14 februari 1776 – 16 maart 1858) was een Duits botanicus, arts, zoöloog en natuurfilosoof. Hij was een tijdgenoot van Goethe en werd geboren tijdens het leven van Linnaeus. Hij beschreef ongeveer 7.000 plantensoorten (bijna net zoveel als Linnaeus). Zijn laatste officiële handeling als voorzitter van de Deutsche Akademie der Wissenschaften Leopoldina was het toelaten van Charles Darwin als lid. Hij was de auteur van talrijke monografieën over plantkunde en zoölogie. Zijn bekendste werken gaan over schimmels.

## Biografie
Nees von Esenbeck werd geboren in Schloss Reichenberg nabij Reichelsheim. Hij toonde al vroeg interesse in de wetenschap en na zijn eerste opleiding in Darmstadt, ging hij naar Jena, waar hij in 1800 zijn diploma in de geneeskunde behaalde. Hij oefende enige tijd het beroep van arts uit, maar hij had een grote interesse in de plantkunde ontwikkeld tijdens zijn universitaire studies en keerde uiteindelijk terug naar de academische wereld. In 1816 trad hij toe tot de Deutsche Akademie der Wissenschaften Leopoldina, die een van de meest prestigieuze instellingen in Europa was. In 1817 werd hij benoemd tot professor in de botanie in Erlangen. Drie jaar later werd hij hoogleraar in de natuurlijke historie in Bonn, waar hij de hortus botanicus van de Friedrich-Wilhelms Universiteit opzette, en in 1831 werd hij benoemd tot voorzitter in de plantkunde aan de universiteit van Breslau. In 1818 werd hij verkozen tot president van de Deutsche Akademie der Wissenschaften Leopoldina. Hij bleef voorzitter van de academie voor de rest van zijn leven.
In 1848 werd hij politiek actief. In 1851 werd hem als gevolg van conflicten met de regering zijn hoogleraarschap en pensioen in Breslau ontnomen. Zeven jaar later stierf hij berooid in Breslau. Hij was een oudere broer van botanicus Theodor Friedrich Ludwig Nees von Esenbeck (1787–1837).
- Bibsys: 2079083
- Bibliothèque nationale de France: cb12361335x (data)
- Author citation (botany): Nees
- CiNii: DA15743009
- Gemeinsame Normdatei: 119263297
- International Standard Name Identifier: 0000 0001 1060 6872
- Library of Congress Control Number: nr00030873
- Nationale Bibliotheek van Letland: 000224578
- Nationale Bibliotheek van Tsjechië: mzk2003208491
- Nationale bibliotheek van Australië: 36274750
- Nationale Bibliotheek van Israël: 987007285912605171
- Nationale Bibliotheek van Polen: a0000003267338
- Nederlandse Thesaurus van Auteursnamen: 070145806
- Réseau des bibliothèques de Suisse occidentale: 02-A000121294
- LIBRIS: 295400
- SNAC: w6zs305t
- Système universitaire de documentation: 032617666
- Museum of New Zealand Te Papa Tongarewa: 49774
- Trove: 1240857
- Virtual International Authority File: 46837931
- WorldCat: E39PBJymwhXm6gHrqRQyHXQ8YP